# Ariana Gilabert Vilaplana
Ariana Gilabert Vilaplana   (Folgueroles, 12 d'abril de 2000) és una ciclista professional catalana, que actualment corre a l'equip Eneicat-CM Team.

## Biografia
Filla de l'ex ciclista professional Jordi Gilabert, va fer el seu salt a la categoria internacional directament des de la categoria júnior amb l'equip Bizkaia-Durango, en el qual va córrer entre els anys 2019 i 2021. Posteriorment, també va formar part de la plantilla de l'equip Laboral Kutxa-Fundación Euskadi els anys 2022 i 2023, abans del seu pas a Eneicat-CM Team l'any 2024.
Amb fins a set participacions consecutives en els diferents formats de La Vuelta Femenina (2019-2025) i dues participacions al Giro d'Itàlia femení (2020-2021), és una de les ciclistes catalanes i espanyoles amb més experiència.

### Resultats a les Grans Voltes

#### Giro d'Itàlia
- 2020. Fora de temps a la 6a etapa
- 2021. Fora de temps a la 4a etapa

#### Volta a Espanya
- 2023. 65a posició
- 2024. 78a posició
- 2025. 54a posició

Fonts: